# Rhinophichthus
Rhinophichthus is een monotypisch geslacht van straalvinnige vissen uit de familie van slangalen (Ophichthidae).

## Soort
- Rhinophichthus penicillatus McCosker, 1999